# Видно-Софіївка
Ви́дно-Софі́ївка (до 1951 року — хутір Ви́дно-Софі́ївка) — село в Україні, у Молодогвардійській міській громаді Луганського району Луганської області. Населення становить 62 особи.

## Географія
Географічні координати Видно-Софіївки: 48°27' пн. ш. 39°30' сх. д. Часовий пояс — UTC+2. Загальна площа села — 0,94 км². Довжина Видно-Софіївки з півночі на південь — 1,4 км, зі сходу на захід — 0,7 км.
Село розташоване у східній частині Донбасу за 28 км від міста Сорокине. Через село протікає річка Луганчик.

## Історія
На території підпорядкованій теперішньому селу було розташовано два поселення: хутір Видний, назва якого з прозорою етимологією (видний, помітний, робити) і село Софіївка, назва якого утворено в традиції утворення назв поселень казенного типу.
Поселення засновані у XIX столітті вихідцями з Київської губернії. На початку XX століття ці два
поселення об'єдналися в одне під назвою Видно-Софіївка.
У другій половині XIX столітті в хуторі Видному проживало 45 чоловіків і 46 жінок, у Софіївці — 35 чоловіків і 35 жінок.

## Населення
За даними перепису 2001 року населення села становило 62 особи, з них 27,42% зазначили рідною мову українську, а 72,58% — російську.